# Bandera de Muros de Nalón
La bandera de Muros de Nalón (Asturias), es rectangular. Su único color es el blanco, con el escudo del concejo centrado.
- Datos: Q5718674